# 山陰・坪谷村一揆
山陰・坪谷村一揆（やまげ・つぼやむらいっき）は、江戸時代の1690年（元禄3年）に九州東部の延岡藩で起きた農民の逃散による一揆である。山陰一揆、山陰騒動とも呼ばれる。

## 発端
延岡藩内の日向国臼杵郡にあった山陰村および坪谷村（東臼杵郡を経て日向市東郷町山陰および坪谷）では数年間にわたって大雨と洪水が続いた。農作物が不作となったにもかかわらず厳しい年貢の取り立てが行われ、たまりかねた農民たち300戸1422名が1690年（元禄3年9月19日）、牛馬家財とわずかな武器を携えて隣接する高鍋藩内への逃散を試みた。

## 経過
農民たちは薩摩藩まで行くことを望んでいたが、途中の股猪野（都農町又猪野）で高鍋藩に止められ一旦高鍋藩内に逗留することになった。延岡藩からの使者に藩内に戻るよう説得されたが聞き入れず、元禄4年正月に高鍋藩立ち会いのもと再度延岡藩と交渉したが物別れに終わり、ついには江戸の評定所へ訴え出て江戸幕府の裁定を仰ぐことになった。
2月に延岡藩側の代表として郡代梶田十郎左衞門と代官大崎久左衞門が、農民側の代表として21名がそれぞれ江戸に呼び出された。道中は高鍋藩から武士百数十名がついて護衛にあたった。また、高鍋藩は食糧を持たない者に食糧を支給したり、仮住まいのための小屋を建てたり、医師を派遣するなど農民たちを支援した。尚、支給された食糧は後に延岡藩から返済されている。

## 結末
6月23日、幕府は農民側に非があり延岡藩内に戻るよう指示するとともに、延岡藩郡代(梶田十郎左衛門)と代官(大崎久左衛門)は追放するという裁定を下した。農民側の首謀者2名は磔、5名は斬首刑、7名は八丈島への流罪となり、首謀者の家族も罰せられた。これを受け7月4日、延岡藩と高鍋藩が農民のうち178名を招いて延岡藩内へ戻るよう説得した。農民たちはこれを受諾し7月14日、延岡藩に戻った。

## その後
11月8日、江戸幕府は一連の騒動の責任として延岡藩藩主有馬清純に糸魚川藩への転封を命じ、山陰村と坪谷村は天領となった。一方農民たちは高鍋藩の支援に対して恩義を忘れず、廃藩置県後に高鍋へ移住する者もあったという。
なお、一揆から120年が過ぎた文化8年（1811年）、犠牲者たちのための供養塔が成願寺に建立されている。